# نورمان ويلسون (لاعب كرة قدم أسترالية)
نورمان ويلسون (بالإنجليزية: Norm Wilson)‏ هو لاعب كرة قدم أسترالية أسترالي، ولد في 4 فبراير 1927، وتوفي في 14 سبتمبر 2011.

## وصلات خارجية
- نورمان ويلسون على موقع AustralianFootball.com (الإنجليزية)
- نورمان ويلسون على موقع AFLtables.com (الإنجليزية)